# Шумът на върбите
„Шумът на върбите“ (на английски: The Wind in the Willows, букв. „Вятър във върбите“) е детски роман от британския писател Кенет Греъм, публикуван за първи път през 1908 г. Той описва подробно историята на Къртицата, Плъха и Язовеца, докато се опитват да помогнат на г-н Жабок, който обсебен от автомобилите, се забърква в беда. Романът също така включва кратки истории за главните герои, които са отделени от основния разказ. „Шумът на върбите“ се базира на приказки за лека нощ, разказвани от Греъм на сина му Алистър. 
При първоначалното си излизане „Шумът на върбите“ получава отрицателни отзиви, но с времето се превръща в класика на британската литература. Той е включен под номер 16 в проучването на BBC „Голямото четене“. Творбата е адаптирана многократно както за сцена, така и за екран. 

## История
През 1899 г., на 40-годишна възраст, Кенет Греъм се жени за Елспет Томсън, дъщерята на Робърт Уилям Томсън. На следващата година се ражда единственото им дете, момче на име Алистър (по прякор „Мишлето“). Алистър е роден преждевременно, сляп е с едното око и страда от здравословни проблеми през целия си живот. Когато Алистър е на около четири години, Греъм започва да му разказва приказки за лека нощ, някои от които са за крастав жабок; приказките продължават под формата на писма да Алистър, които Греъм му пише по време на честите си ваканции без семейството си.
През 1908 г. Греъм се пенсионира преждевременно от позицията си на секретар на Банката на Англия. Той се премества със съпругата и сина си в стара селска къща в Блубъри, Бъркшър. Там той използва приказките за лека нощ, които е разказвал на Алистър, като основа за ръкописа на „Шумът на върбите“ .

## Издания
Първоначалното издание на книгата e обикновен текст, с фронтиспис, илюстриран от Греъм Робъртсън, но в последствие са публикувани множество илюстрирани, комични и анотирани версии. Известни илюстратори са Пол Брансъм (1913), Нанси Барнхарт (1922), Уиндъм Пейн (1927), Ърнест Шепърд (1931), Артър Ракъм (1940), Ричард Куфари (1966), Таша Тюдор (1966), Майкъл Хейг (1980), Скот МакКоуен (2005) и Робърт Ингпен (2007).

## Прием
Редица издатели отхвърлят ръкописа. Накрая издателство Methuen and Co. се съгласява да го публикува в Обединеното кралство, а по-късно е издаден и в САЩ от Scribner. Критиците, които се надяват на трети том в стила на по-ранните произведения на Греъм, „Златният век“ и „Мечтани дни“, като цяло дават отрицателни отзиви на романа. Публиката обаче го харесва и в рамките на няколко години той се продава в такива количества, че са необходими множество препечатки; само във Великобритания до 1951 г. „Шумът на върбите“ достига 100 издания. През 1909 г. тогавашният президент на САЩ Теодор Рузвелт пише на Греъм, за да му каже, че е „чел и препрочитал [романа] и е започнал да възприема героите като стари приятели“.

## Адаптации

### За сцена
- Пиесата „Жабчо от Жабин дом“ (Toad of Toad Hall) от А. А. Милн е продуцирана през 1929 г., когато излиза 31-ото издание на романа.
- Мюзикълът „Шумът на върбите“ от 1985 г., по сценарий на Джейн Иридейл, текст от Роджър Макгоу и музика от Уилям Пери, с участието на Нейтън Лейн, е номиниран за награда „Тони“.
- Пиесата „Шумът на върбите“ от Алън Бенет, чиято премиера е през декември 1990 г. в Националния театър в Лондон.
- „Шумът на върбите“,[5] адаптация за музикален театър от Скот Копланд и Пол Карол Бинкли; и др.

### За екран
- „Приключенията на Икабод и мистър Тоуд“, анимационна адаптация от 1949 г., продуцирана от „Уолт Дисни Продъкшънс“ и разказана от Базил Ратбоун. Половината от анимационния филм е базирана на несвързания разказ „Легендата за Слийпи Холоу“ от Уошингтън Ървинг.
- „Шумът на върбите“, игрален филм от 1996 г., написан и режисиран от Тери Джоунс, с участието на Стив Куган като Къртицата, Ерик Айдъл като Плъха и Джоунс като г-н Жабок.

- „Шумът на върбите“, стоп моушън анимация от 1983 г., продуцирана от Cosgrove Hall Films и озвучена от Дейвид Джейсън.
- Willow Town, японска аниме поредица от 1993 г.
- „Приключенията на Къртицата“, първа част от анимиран телевизионен филм, продуциран от Мартин Гейтс, с Хю Лори в ролята на Жабока, Ричард Брайърс в ролята на Плъхчо, Питър Дейвисън в ролята на Къртицата и Пол Едингтън в ролята на Язовеца. Историята продължава с филмите „Коледата на Къртицата“ и „Приключенията на Жабока“.
- „Шумът на върбите“, чешки анимационен сериал от 1999 г.
- „Шумът на върбите“, анимационен телевизионен филм от 1995 г., с Ванеса Редгрейв като разказвач (в игралните сцени) и с Майкъл Пейлин и Алън Бенет като Плъха и Къртицата, Рик Майал като Жабока, и Майкъл Гамбън като Язовеца.[6]
- „Шумът на върбите“, игрален филм от 2006 г., с Лий Ингълби в ролята на Къртицата, Марк Гатис в ролята на Плъха, Мат Лукас в ролята на Жабока и Боб Хоскинс в ролята на Язовеца.

## В популярната култура
- Първият албум на психеделичната рок група „Пинк Флойд“, The Piper at the Gates of Dawn (1967), е кръстен на глава 7 от „Шумът на върбите“. Песните в албума обаче не са пряко свързани със съдържанието на книгата.
- Глава 7 е в основата на името и текста и на Piper at the Gates of Dawn, песен на ирландския певец и автор на песни Ван Морисън от неговия албум The Healing Game от 1997 г.
- Песента The Wicker Man на британската хеви метъл група „Айрън Мейдън“ включва текста the piper at the gates of dawn is calling you his way. Песента иначе не е свързана с „Шумът на върбите“, а е вдъхновена от едноименния филм от 1973 г.
- Базираният в Единбург звукозаписен лейбъл Song от Toad Records носи името си от пасаж в „Шумът на върбите“.

## В България
„Шумът на върбите“ излиза за първи път на български език през 1966 г. в превод на Никола Милев и илюстрации на Любен Зидаров, изд. "Народна култура". 
През 1981 г. романът е издаден от изд. "Отечество" превод на Богдан и Христина Атанасови и с илюстрациите на Петър Чуклев. 
През 2011 г. е преиздадена от изд. Enthusiast, София отново с превода на Богдан и Христина Атанасови, ISBN 978-954-8657-89-1.
През 2013 г. романът е издаден от изд. „Труд“, в превод на Жана Тотева, ISBN 978-954-398-283-7.